# Grochowski
Grochowski (forma żeńska: Grochowska, liczba mnoga: Grochowscy) – polskie nazwisko.

## Etymologia nazwiska
Notowane od 1400 roku. Prawdopodobnie utworzone zostało formantem -ski od nazwy miejscowej typu Grochowo, Grochów, Grochowce.

## Rody szlacheckie
Nazwisko Grochowski nosiło kilka rodów szlacheckich. Byli to: Grochowscy herbu Bończa, Grochowscy herbu Junosza, Grochowscy herbu Lubicz oraz Grochowscy herbu Kuszaba (inna nazwa herbu: Paprzyca), a także rodzina Grochowskich herbu własnego Grochowski (nobilitacja w 1775 roku) oraz herbu Kolumna.

## Demografia
Na początku lat 90. XX wieku w Polsce mieszkało 12137 osób o tym nazwisku, najwięcej w dawnym województwie: warszawskim  – 1401, bydgoskim – 981 i siedleckim – 806. W 2013 roku mieszkało w Polsce około 12197 osób o nazwisku Grochowski, najwięcej w Warszawie i Łukowie.